# Łącznik (przełęcz)

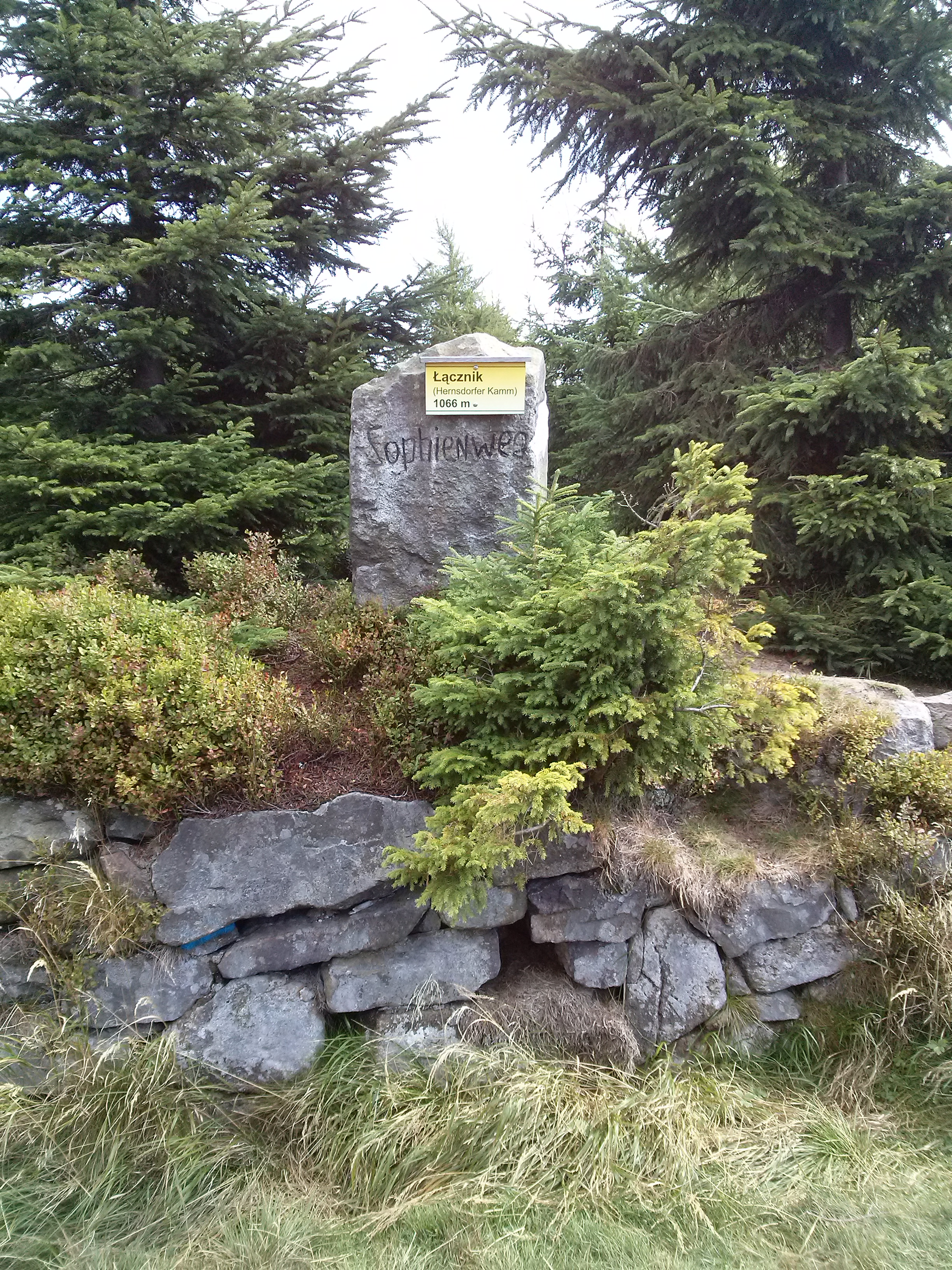
Głaz na przełęczy

Łącznik (niem. Hernsdorfer Kamm) – przełęcz o wysokości 1066 m n.p.m., leżąca w polskiej części Gór Izerskich, pomiędzy Stogiem Izerskim, a Smrekiem.
Przez przełęcz przechodzi Droga Zofii i Droga Telefoniczna. Obniżenie stanowi wododział między zlewiskami Morza Bałtyckiego i Północnego (od południa znajdują się źródła Izery, a od północy Czarnego Potoku). Na przełęczy znajduje się węzeł szlaków turystycznych, tablice informacyjne, miejsce odpoczynku (ławki) oraz głaz z wyrytym napisem Sophienweg.
13 czerwca 2024 podczas burzy piorun uderzył w schowanych w wiacie na przełęczy 24 turystów. Siedmioro dzieci i sześcioro dorosłych przewieziono do szpitala. 

## Szlaki turystyczne
– zielony szlak, na tym odcinku ze Świeradowa-Zdroju do Pobiednej,
 – żółty szlak, na tym odcinku ze schroniska na Stogu Izerskim na Halę Izerską,
 - czerwony Główny Szlak Sudecki ze Świeradowa-Zdroju w kierunku Wysokiego Kamienia